# Diego Rodríguez de Lucero
Diego Rodriguez de Lucero (noto anche come Lucero il Tenebroso, o L'ispirato da Lucifero; Moguer, 1440 – Siviglia, 28 dicembre 1508) è stato un religioso spagnolo, inquisitore di Jerez de la Frontera e Cordova, nel Regno di Castiglia.

## Biografia
Nacque a Moguer, da una famiglia legata alla nobiltà e al clero; i suoi genitori furono Juan Lucero e Marina Rodríguez. La sua famiglia aveva strette relazioni con il mondo ecclesiastico, e per questo motivo egli intraprese gli studi teologici. Nel 1492 divenne maestro nella chiesa di Almería. Tra il 1493 e il 1495 Lucero agì come inquisitore e giudice dei beni confiscati a Jerez de la Frontera, che all'epoca faceva parte della diocesi di Cadice.

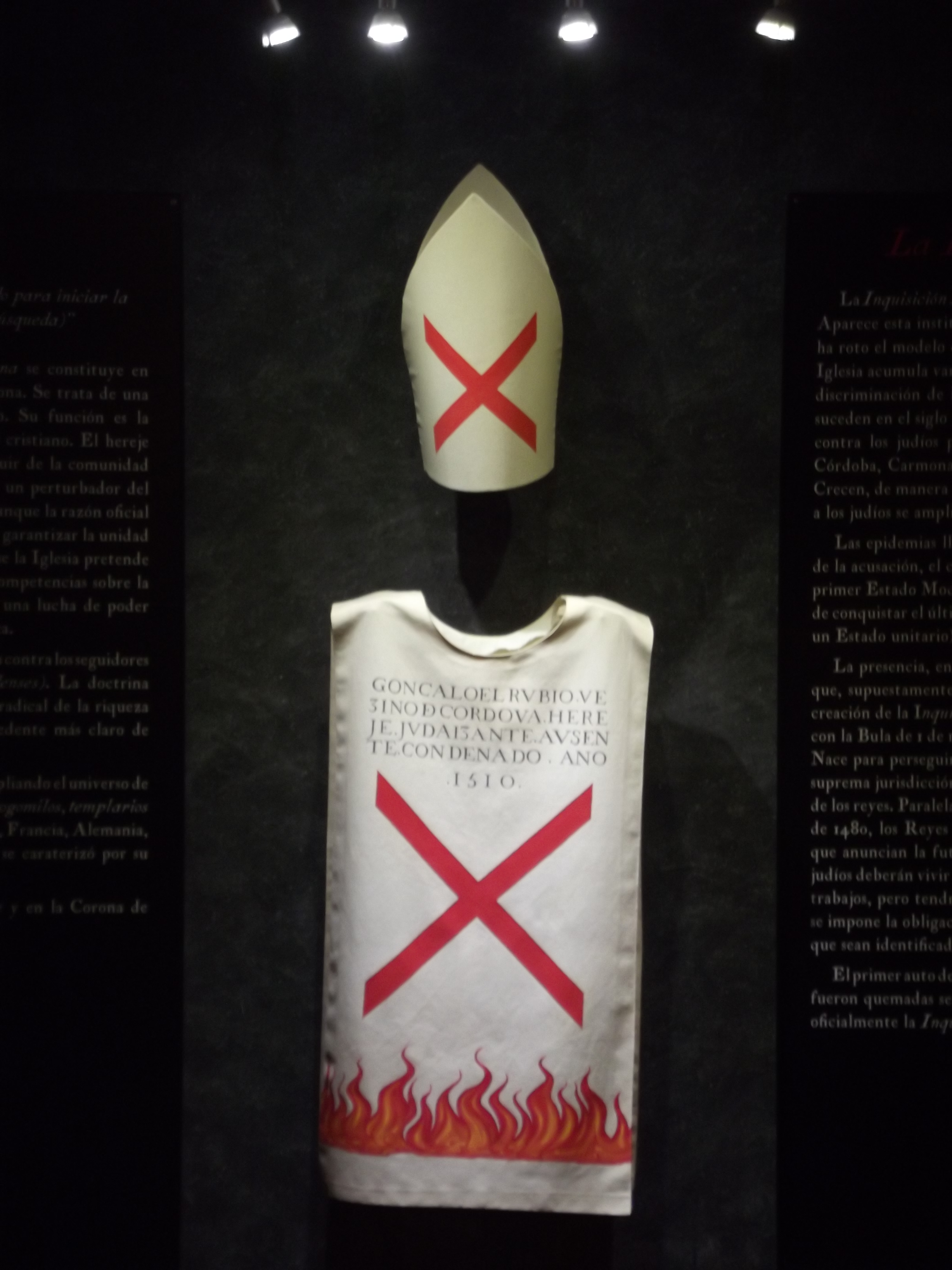
Sambenito di un condannato esposto nella Casa de Sefarad di Cordova.

### Inquisitore di Cordova (1499-1506)

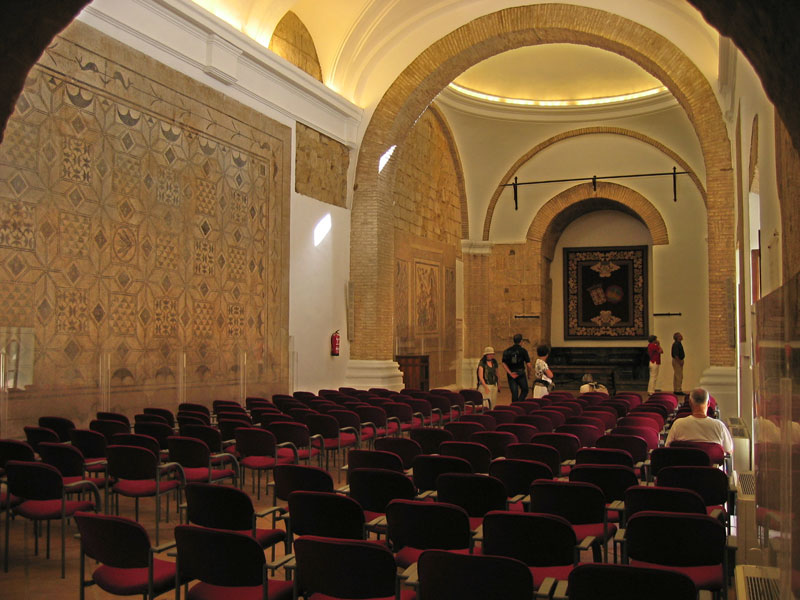
Salone dei Mosaici dell'Alcázar de los Reyes Cristianos di Cordova, dove un tempo si trovava il tribunale dell'Inquisizione in cui lavorava Lucero.

Il 7 settembre 1499, pochi giorni dopo l'elezione dell'arcivescovo di Siviglia come inquisitore generale, Lucero fu nominato responsabile del Tribunale dell'Inquisizione di Cordova. La sua politica repressiva suscitò timore tra i cittadini cordovani, ma le sue azioni furono appoggiate da Juan Ruiz de Calcena, segretario del re Fernando il Cattolico. Lucero accusò molti ebrei, alcuni di alto rango sociale, di eresia, e nel 1504 presiedette a Cordova il più grande autodafé della storia dell'Inquisizione spagnola, durante il quale 107 persone furono bruciate vive sul rogo.

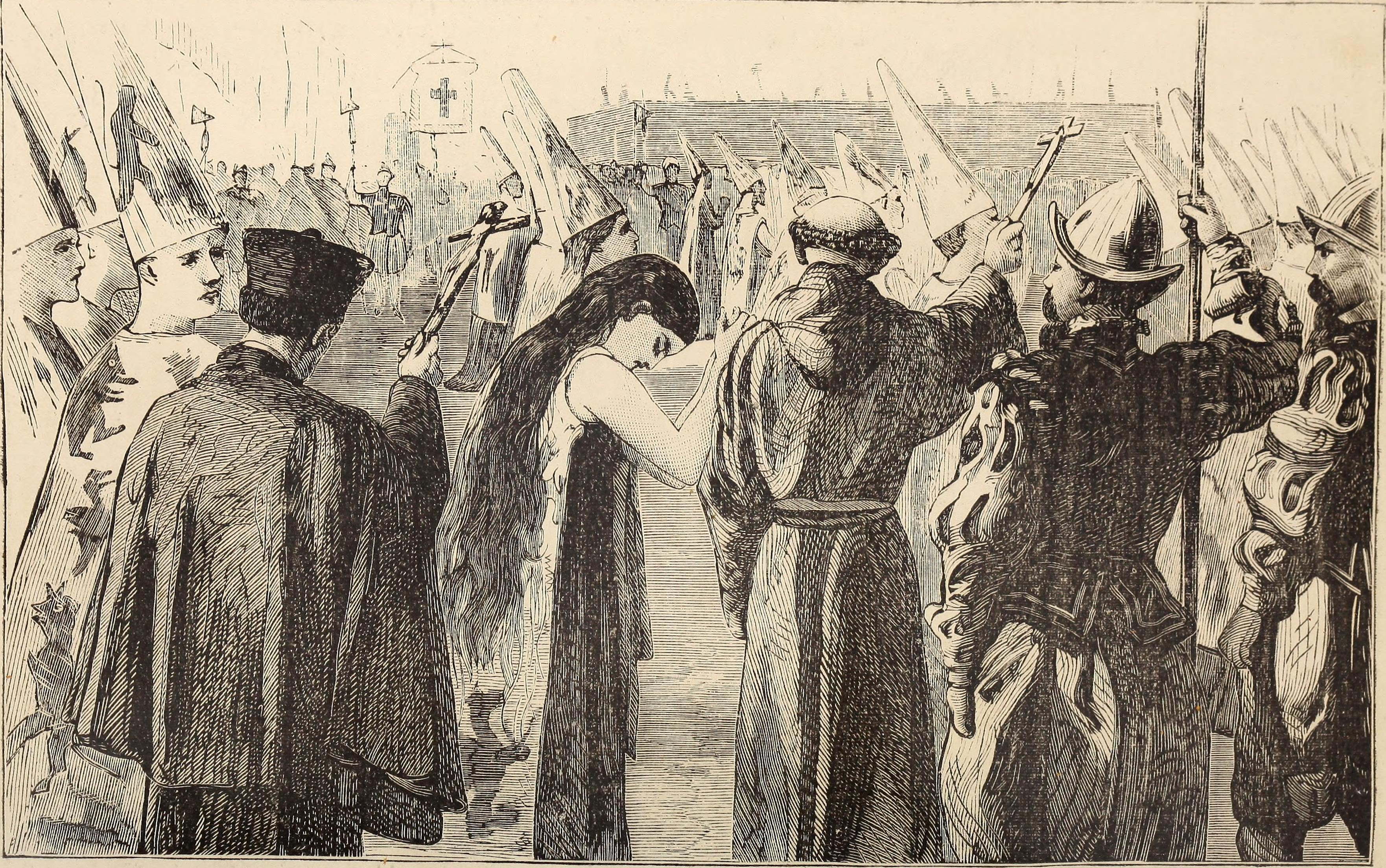
Illustrazione di un autodafé del XV secolo.

Nel 1505, la sua intolleranza religiosa lo portò a processare Hernando de Talavera, già confessore della regina Isabella la Cattolica, accusandolo di essere un giudaizzante. Nel 1506, con l'arrivo in Castiglia della regina Giovanna di Castiglia e di suo marito Filippo il Bello, la nobiltà guadagnò potere ed importanti famiglie che non sostenevano l'inquisitore, istigarono il popolo a ribellarsi. Il 9 novembre dello stesso anno, i cittadini di Cordova, stanchi delle sue politiche repressive, assaltarono l'Alcázar de los Reyes Cristianos per liberare oltre 400 prigionieri in attesa di giudizio. Temendo per la sua vita, Lucero fuggì dal palazzo. Sia Lucero che Diego de Deza furono destituiti, e il titolo di inquisitore generale passò al cardinale Francisco Jiménez de Cisneros.

### Congregazione di Burgos (1508)
Il malcontento sociale suscitato dai processi inquisitori, in molti casi del tutto infondati, provocò uno scandalo politico che portò alla Congregazione Generale di Burgos del 1508, un'assemblea del regno che chiese conto a Lucero e ad altri inquisitori per le loro azioni irregolari. Quest'assemblea, che si tenne nei primi giorni di luglio, dichiarò falsi i testimoni accusatori, restituì onore a coloro che erano stati danneggiati e portò alla liberazione dei prigionieri. Venne ordinata anche la ricostruzione delle case distrutte, che erano state falsamente considerate sinagoghe clandestine, e annullò le condanne emesse.
A de Lucero fu concesso di tornare al suo incarico di canonico a Siviglia, dove visse per molti anni e dove morì il 28 dicembre 1534.